# نیک دمسی
نیک دمسی (انگلیسی: Nick Dempsey؛ زادهٔ ۱۳ اوت ۱۹۸۰) یک قایقران قایق بادبانی اهل بریتانیا است.
وی در مسابقات کشوری و بین‌المللی در مجموع برندهٔ ۲ مدال نقره، ۱ مدال برنز شده‌است.